# Federación Catalana de Escultismo y Guidismo
La Federación Catalana de Escultismo y Guidismo (FCEG), Federació Catalana d'Escoltisme i Guiatge en idioma catalán, es la federación que agrupa y representa internacionalmente a los grupos scouts de Cataluña. Está integrada por las asociaciones Acció Escolta, Escoltes Catalans y Minyons Escoltes i Guies de Catalunya, sumando entre las tres más de 20 000 niños y jóvenes (incluyendo 4 000 monitores y responsables).

## Historia
La FCEG se constituye el 30 de junio de 1977 a partir de la fusión de la Associació Catalana d'Escoltisme (ACDE) y Guiatge Català (GC). Inicialmente reunía a Escoltes Catalans, Minyons Escoltes Guies Sant Jordi de Catalunya (MEGSJC) y Noies i Nois Escoltes de Antoni Serra y Montserrat Jacques (NINE).
Actualmente la FCEG representa al escultismo catalán en el seno de la OMMS, a través de su pertenencia a la Federación de Escultismo en España en condición de "entidad asociada".